# Кормоаје
Кормоаје (фр. Cormoyeux) насеље је и општина у североисточној Француској у региону Шампањ-Арден, у департману Марна која припада префектури Еперне.
По подацима из 2011. године у општини је живело 115 становника, а густина насељености је износила 53,0 становника/km². Општина се простире на површини од 2,17 km². Налази се на средњој надморској висини од 210 метара.

## Демографија
| 1962. | 1968. | 1975. | 1982. | 1990. | 1999. | 2011. |
| ----- | ----- | ----- | ----- | ----- | ----- | ----- |
| 82    | 100   | 99    | 118   | 102   | 113   | 115   |

График промене броја становника у току последњих година